# Monika Kuszyńska
Monika Kuszyńska, née le 14 janvier 1980 à Łódź en Pologne, est une chanteuse polonaise.
Le 9 mars 2015, elle est choisie pour représenter la Pologne au Concours Eurovision de la chanson 2015 à Vienne, en Autriche avec la chanson In the name of love (Au nom de l'amour).
Elle participe à la seconde demi-finale, le 21 mai 2015.

## Discographie

### Solo
| Titre   | Album                                                                           | Classement |
| Titre   | Album                                                                           | POL        |
| ------- | ------------------------------------------------------------------------------- | ---------- |
| Ocalona | - Sortie: 12 juin 2012 - Label: EMI Music Poland - Format: CD, digital download | 40         |

### AvecVarius Manx
| Titre | Album                                                                            | Classement |
| Titre | Album                                                                            | POL        |
| ----- | -------------------------------------------------------------------------------- | ---------- |
| Eta   | - Released: 27 August 2001 - Label: Pomaton EMI - Formats: CD                    | 13         |
| Eno   | - Released: 19 October 2002 - Label: Pomaton EMI - Formats: CD, digital download | 15         |
| Emi   | - Released: 31 March 2004 - Label: Pomaton EMI - Formats: CD, digital download   | —          |